# 小林弌
小林 弌（こばやし はじめ）は、東京都出身のパーカッション奏者、歌手、俳優、作曲家、編曲家、音楽プロデューサーである。パーカッショニストとして、松田聖子、中森明菜、崎谷健次郎などの国内の様々なアーティストのライヴ、レコーディング、テレビコマーシャル収録に参加している。JASRAC（日本音楽著作権協会）会員。

## 来歴・人物

### 幼少期
- ドラマーの父・小林繁一、ピアニストの母、日本舞踊家の祖父・花柳応輔（花柳流初代理事長、勲四等瑞宝章・叙勲）、オペラ歌手の祖母・幕田シナ子という芸能家系に生まれ、育つ。

### 俳優デビュー
- 17歳の時、映画監督森永健次郎にスカウトされ、短編映画『マリモと少年』にヒロインの恋人役で俳優デビュー。その後、大手プロダクションにスカウトされ、歌唱・演技・タップダンス等の指導を受ける。

### パーカッショニスト活動
- 19歳の時、パーカッションの魅力に目覚める。独学して3ヶ月後に、YAMAHA『EAST WEST 78』全国大会に友人と組んだバンド『夢職人』で出演し、準グランプリ（優秀賞）を受賞する。その後、鳴瀬喜博（ベース担当、後にカシオペア）、岡井大二（ドラム担当、後に四人囃子）などとバンド『QUYZ』のメンバーとして参加。パーカッショニストとしての活動を始める。この頃、世界的パーカッショニストであるツトムヤマシタに見初められ、半年間師事する。
- スタジオ・ミュージシャンとしては、安倍なつみ、CHAGE&ASKA、平井堅などのアーティストのほか、テレビや映画などレコーディングに多数参加している。

### 音楽ユニット『プロジェクト和豪』活動
- 音楽事務所は、自ら代表を務める株式会社Congafamiliarに所属している。国内アーティストのサポート・ミュージシャン、小林自身が参加する音楽ユニット『プロジェクト和豪』として活動している。
- 『プロジェクト和豪』では、演奏のほか、アルバム制作では作曲・プロデュースも行っている。
- 『プロジェクト和豪』は2010年9月23日に行われた『TOKYO DIDJ FESTA 2010』をラストライブとして、活動終了としている。

### 音楽プロデューサー活動
- 作曲家、音楽プロデューサーとしても活躍している。作曲家としては、Jリーグ『清水エスパルス』のオフィシャルアルバム『カンペオン・エスパルス』、『トヨタチャレンジカップ』のオフィシャルアルバム、『牛角』渋谷店のテーマソングなどの制作を行ない、音楽プロデューサーとしては、2010年5月29日公開の映画『座頭市 The Last』（監督:阪本順治、主演:香取慎吾）の音楽を「プロジェクト和豪」として担当している。作曲・編曲・パーカッショニスト・ヴォーカルとして参加した。
- 舞台活動も継続しており、『ひらけポンキッキin Zepp Tokyo』、『うたい継ぎたいあそびうた』（ユニバーサルミュージック）などがある。

## 主なライヴ参加アーティスト・作品
- 宇崎竜童、木根尚登、崎谷健次郎、沢田研二、ジェームス小野田（米米クラブ）、ダイアモンド☆ユカイ、デーモン小暮、寺田恵子、中森明菜、布施明、松田聖子、MEGUMI、森口博子、矢沢永吉、YUIなど。
- フジテレビ系音楽番組『僕らの音楽』第51回「YUI×スガシカオ」（2005年4月8日）

Vo&Guitar：YUI、Percussion：小林はじめ、Guitar：鈴木Daichi秀行、高橋圭一、Organ：武部聡志、Chorus：小嶋希代子

## 主なレコーディング参加アーティスト・作品
- 安倍なつみ「あなた色」（アルバム『一人ぼっち』所収）
- COUSIN（カズン）「ひまわり」「月と星と太陽と」（アルバム『おかえりなさい』所収）
- 銀河鉄道999
- Cloudy Rack アルバム『ALL YOUR LOVE』
- KENJIRO「や・ば・い」「僕の友達」「〜Dear My Friends〜」「思い出にかえて」（アルバム『MIND』所収）
- 崎谷健次郎ライヴアルバム『KENJIRO SAKIYA 2000.10.21,22 KARUIZAWA "LIMITED EDITION"』（2000年7月1日ON AIR EAST公演収録）
- 少年隊
- 中森明菜
- 野田晴彦☆KAPIカンパニー アルバム『笛曼陀羅〜かなかな〜』
- 平井堅「Precious Junk」（シングル『Precious Junk』、ベストアルバム『歌バカ』所収）
- 平松愛理
- 松田聖子
- YUI「LIFE」（シングル『LIFE』、アルバム『FROM ME TO YOU』所収）

- 『ミュージカル　ザ・近松』（1999年2月6日〜28日日生劇場公演収録）
- 東宝ミュージカル『シンデレラストーリー』（2003年8月27日青山劇場公演収録）
- J-waveジングル
- アニメーション『ルパン三世』テーマソング
- フジテレビ『エゴイスト 〜egoist〜』（2009年4月〜5月放映）ほか多数。

## ディスコグラフィー

### アルバム
- 「Hajime Kobayashi」名義
  1. 『The Percussion City』（全作曲）（ディスクユニオン・ta-taku-hit）

- 「プロジェクト和豪」名義 
  1. アルバム『7seasons』（全作曲）（ディスクユニオン・ta-taku-hit）
  2. アルバム『和豪WAGOU』

### DVD
- 中森明菜『BITTER & SWEET 1985 SUMMER TOUR』
- 『ミュージカル　ザ・近松』（1999年2月6日〜28日日生劇場公演収録）
- 『ガチャピン・ムックのごきげんサマー2000』
- 中森明菜『AKINA NAKAMORI MUSICA FIESTA TOUR 2002』
- 東宝ミュージカル『シンデレラストーリー』（2003年8月27日青山劇場公演収録）

## 楽曲提供
- 『座頭市 The Last』映画音楽（作曲）
- 『トヨタチャレンジカップ』オフィシャルテーマソング「GOOOOOL!〜WE ARE THE CHAMP〜」「CHALLENGE SPIRITS」（作曲）（ポニーキャニオン）
- 『清水エスパルス』オフィシャルサポーターズアルバム『カンペオン!エスパルス』（全作曲）（ポニーキャニオン）
- 『全日本プロレス』ジャイアントキマラ選手、泉田選手・リング登場曲（作曲）
- 『牛角』企画アルバム『POWER OF THE 029』「気分はギュー」（作曲）ほか多数。

## 音楽プロデュース担当・作品
- 残波大獅子太鼓with古代眞琴 マキシシングル『AKATSUKI』（ディレクター）
- 西入間青年会議所（埼玉県）『西入間ミュージックフェスタ』
- 美野里町（茨城県）文化施設『みの〜れ』こけら落としミュージカル「田んぼの神様」

## 俳優・舞台出演

### 映画
- 『マリモと少年』（監督：森永健次郎、短編映画）

### 歌のお兄さん
- 『ガチャピン・ムックのごきげんサマー』（ゼップ東京）
- 『歌い継ぎたい「あそびうた BEST 60」』（ユニバーサルミュージック）ほか多数。

### ナレーション
- 株式会社ガリバーインターナショナル（ラジオCM）